# Qingshan (socken i Kina, Ningxia)
Qingshan (kinesiska: 青山, 青山乡) är en socken i Kina. Den ligger i den autonoma regionen Ningxia, i den nordvästra delen av landet, omkring 130 kilometer sydost om regionhuvudstaden Yinchuan. Antalet invånare är 5 068. Befolkningen består av 2 415 kvinnor och 2 653 män. Barn under 15 år utgör 16,0 %, vuxna 15-64 år 73 %, och äldre över 65 år 9,0 %.
Genomsnittlig årsnederbörd är 368 millimeter. Den regnigaste månaden är juli, med i genomsnitt 92 mm nederbörd, och den torraste är december, med 1 mm nederbörd.